# Hero (安室奈美恵の曲)
「Hero」（ヒーロー）は、安室奈美恵の45枚目のシングル。CD+DVD、CDの2形態で2016年7月27日に発売された。発売元はDimension Point。

## 解説
- 前作「Mint」から約2か月という短いスパンで発売。DVDには「Hero」と「Show Me What You've Got」のMusic Videoを収録。
- 表題曲「Hero」は、NHKのリオデジャネイロオリンピック・パラリンピック放送テーマソングとして起用された。
- 「Hero」のミュージックビデオは本作に収録されるオリジナルのミュージックビデオとは別に、NHKバージョンのミュージックビデオも作られた。NHKバージョンのミュージックビデオは、安室が栄光への道をゴール（巨大モニュメント=三層の塔）へと、迷わずまっすぐに歩いていく姿を描き、オリジナルのミュージックビデオではその巨大モニュメントのシーンから世界観が繋がっていく、というリレー形式となっている[17]。
- カップリング曲 「Show Me What You've Got」のミュージックビデオでは、2016年1月に開催されたSHIBUYA109 Namie Amuroコーディネートバトルの投票で1位に輝いたブランド「Regalect」の衣装を着て、ロンドンバスでステージダンサーらと共に撮影をした[18]。
- 初回限定のみゴールド箔押し仕様。予約・購入特典はオリジナルB2ポスター。
- 「namie amuro LIVE STYLE 2016-2017」会場限定でレコードを発売した。

## メディアでの使用
- 「Hero」は、2017年大晦日にNHKで放送された第68回紅白歌合戦にて14年振りに特別出演枠として別スタジオから中継越しで出場を果した。「Hero」はこれが地上波での音楽番組含め初披露となった。なお、音楽番組として公の場に現れるのは、2010年以来7年振りとなる。久々の生出演という効果もあり、安室は第二部で紅組トリを務めた石川さゆりの直前である午後11:10分台から約10分間の出演をした。歌唱直後に深々と一礼し、感極まって号泣する姿が見られた。また、同曲の歌唱シーンで番組の瞬間最高視聴率48.4%を記録し、大きな反響を呼んだ[19]。
- 2020年12月、コロナ禍におけるコーセーによる医療従事者応援プロジェクト「You are my HERO」のメッセージムービーの楽曲に使用された[20]。
- 2022年から2024年まで、JRAの年間プロモーション「HERO IS COMING.」のCMソングとして起用された[21]。

## チャート成績
主要音楽配信サイトでは軒並み1位を獲得し、日本レコード協会により2016年の有料ダウンロード数合計の上位5作品に選出され、第31回日本ゴールドディスク大賞ベスト5ソング・バイ・ダウンロードを受賞した。2018年現在の累計ダウンロード数は87.7万DL以上。
CDの売上枚数、ダウンロード数共に2011年の「Love Story」以降での最大のヒット曲となっている。

## 収録曲

### CD
1. Hero
作詞・作曲・編曲：今井了介, SUNNY BOY
NHK2016年リオデジャネイロオリンピック・パラリンピック放送テーマソング
2. Show Me What You've Got
作詞：Joy Deb, Linnea Deb, Anton Malmberg Hard af Segerstad, Sara Forsberg, Ardita Ada Satka, Kanata Okajima
作曲・編曲：Joy Deb, Linnea Deb, Anton Malmberg Hard af Segerstad, Sara Forsberg, Ardita Ada Satka
3. Hero -Instrumental-
4. Show Me What You've Got -Instrumental-

### DVD
1. Hero -Music Video-
ディレクター：YKBX
2. Show Me What You've Got -Music Video-
ディレクター：須藤カンジ